# Antonio Panizza
Antonio Panizza (Güéjar Sierra, província de Granada, 1953) és un perruquer i estilista de cinema espanyol, guanyador d'un Goya al millor maquillatge i perruqueria. Ha estat estilista d'artistes com Ornella Mutti, Marisa Paredes, Isabel Pantoja i Rossy de Palma.
Es va formar com a perruquer i estilista a Barcelona i en els anys 1970 es graduà en fotografia i gravat a l'Escola d'Arts i Oficis de Granada. Treballa com a perruquer i estilista a Panizza Stylist, a Granada fins que a començament de la dècada del 1990 va començar a treballar com a estilista al cinema. L'èxit li va arribar de la mà de Pedro Almodóvar quan el 1995 fou nominat al Goya al millor maquillatge i perruqueria pel seu treball a La flor de mi secreto juntament amb Juan Pedro Hernández. El 1998 va guanyar aquest Goya pel seu treball a La niña de tus ojos, juntament amb Gregorio Ros, i fou nominat novament al Goya el 2000 per You're the One (una historia de entonces) i el 2001 per Sin noticias de Dios.
A més de treballar pel cinema el 2010 va treballar com a estilista i fotògraf per la discogràfica Universal en el disc de la cantaora Marina Heredia i ha fet exposició de fotografies.

## Filmografia
- Tiempos mejores (1994)
- Dile a Laura que la quiero (1995)
- La flor de mi secreto (1995)
- ¿De qué se ríen las mujeres? (1997)
- La niña de tus ojos (1998)
- Pepe Guindo (1999)
- You're the one (una historia de entonces) (2000)
- Sin noticias de Dios (2001)
- Historia de un beso (2002)
- La dama boba (2006)
- Manolete (2008)
- Los años desnudos (Clasificada S) (2008)
- Knight and Day (2010)
- There Be Dragons (2011)
- 2 francos, 40 pesetas (2014)
- Ocho apellidos catalanes (2015)
- La reina de España (2016)
- Señor, dame paciencia (2017)